# FC Triesen
Fussballclub Triesen (obecně známý jako Triesen) je lichtenštejnský fotbalový klub sídlící ve Triesenu. Lichtenštejnsko nemá vlastní ligovou soutěž, a tak soutěží v 3. Lize, sedmé nejvyšší úrovni švýcarského fotbalu. Své domácí zápasy hraje na Sportplatzu Blumenau.

## Trofeje
- Lichtenštejnský fotbalový šampionát (3×)[2]
  - 1934, 1935, 1937
- Lichtenštejnský fotbalový pohár (8×)[3]
  - 1945/46, 1946/47, 1947/48, 1949/50, 1950/51, 1964/65, 1971/72, 1974/75